# Zoeken naar Eileen W.
Zoeken naar Eileen W. is de tweede roman van Leon de Winter. De eerste druk verscheen bij Uitgeverij In de Knipscheer in maart 1981. Ook de 18e druk verscheen in 2001 bij deze uitgever. Later verscheen het boek onder andere bij De Bezige Bij. Het boek werd in 1987 verfilmd.

## Verhaal
Het verhaal speelt zich af rond een klassieke liefdesgeschiedenis, die volgens het boek zelf, ontleend is aan de legende Tristan en Isolde.

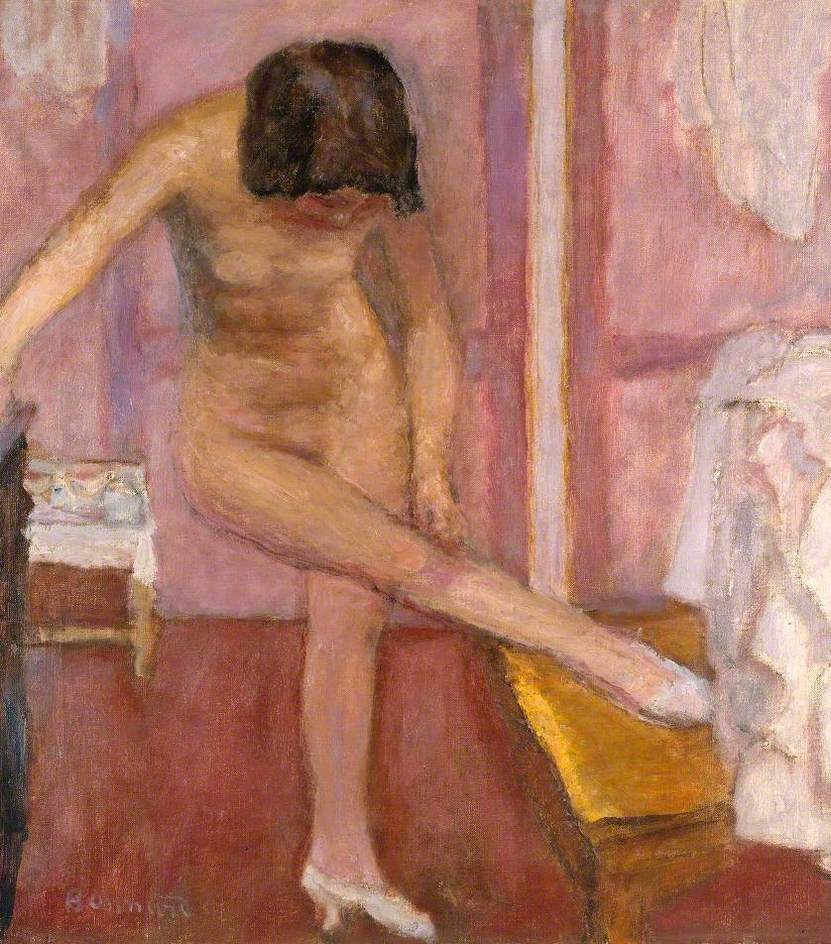
Schilderij van Bonnard

De ik-figuur in het boek - een Nederlandse jongeman - is zelf verlaten door zijn geliefde en ontmoet in zijn winkel in tweedehands boeken in Londen de naamgeefster van het boek, de roodharige Ierse Eileen W. die rondloopt met haar pasgeboren baby en die vraagt naar het boek Tristan en Isolde. De ik-figuur wordt gefascineerd door haar houding als ze haar kous ophijst, het doet hem denken aan een schilderij van Pierre Bonnard, waarvan hij een reproductie in een (gestolen) boek in zijn winkel bekeek. Korte tijd later ontmoet hij haar opnieuw voor het museum waar de Bonnard hangt, het Tate Modern, en brengen ze samen de ochtend door, totdat Eileen na de lunch in een restaurant voorgoed verdwijnt. De ik-figuur vindt uit in welk pension zij gewoond heeft en krijgt een stapeltje brieven dat Eileen daar achtergelaten heeft.
Bezeten door Eileen gaat de ik-figuur (die geen naam heeft) naar haar op zoek, waarbij langzamerhand meer duidelijk wordt. Althans, de fantasie van de ik-figuur vult het leven van Eileen in het boek steeds verder in. Of dit alles werkelijkheid is, of dat dit alles ook op andere manieren gebeurd kan zijn laat de schrijver expliciet in het midden.
Eileen is ontmaagd en bezwangerd door Kevin Fletcher. Hun liefde is onmogelijk, omdat hij protestant is, en zij katholiek. De ouders van Kevin zijn door een katholiek lid van de IRA vermoord. Kennelijk speelt het boek zich af tijdens "The troubles" in Noord-Ierland (van de late jaren 1960 tot 1998). De ouders van Eileen eisen dat zij de relatie met Kevin beëindigt, hoewel zij niets weten van de zwangerschap. Na diverse mogelijkheden overwogen te hebben - waaronder een abortus in Engeland - kiest Eileen ervoor om het aan te leggen met hun gezamenlijke baas, Marc Nolan - die wel een mogelijke huwelijkskandidaat is, omdat hij katholiek is. Hij heeft een oogje op haar en ze gaat in op zijn avances, en gaat al gauw met hem naar bed, om de mogelijkheid open te houden dat Marc de vader van het kind zou zijn.
Omdat Eileen eigenlijk meer houdt van Kevin, vluchten beiden naar Engeland, waar zij alleen gaat wonen op een afgelegen plek om te wachten op de bevalling. Het lukt vechtersbaas Kevin echter niet om een baan te vinden om het gezin te onderhouden. Hij vlucht in de drugs en gaat daaraan ten onder, maar niet voordat hij een brief geschreven heeft aan Marc en aan de ouders van Eileen om de verblijfplaats van Eileen te openbaren.
Marc haalt Eileen in Engeland op, maar na de bevalling krijgt zij een sterke aandrang om Kevin te gaan zoeken om hen zijn dochter te laten zien. Ze gaat naar Londen, en hoort dat Kevin gestorven is. Zwervend door Londen komt ze daarna terecht in de boekwinkel van de ik-figuur uit het boek.
Het boek eindigt niet opgelost. Iedereen zoekt Eileen. Marc, de ik-figuur, mogelijk ook haar ouders.

## Ontvangst
Het boek verscheen op een moment dat Noord-Ierland veel in het nieuws was, tijdens de Noord-Ierse hongerstaking van 1981.
Het boek werd over het algemeen goed ontvangen. Jaak De Maere noemde het boek "een van de indrukwekkendste Nederlandse romans van de laatste jaren." Graa Boomsa noemt het boek "een respectabele, partijdige zoektocht om aan de grenzen van het bestaande te ontkomen." Ruud van Winkel vond dat de schrijver erin geslaagd is een goede roman te schrijven.
Er zijn echter ook kritische geluiden. Zo ergert Carel Peeters zich aan de verrassingen waaraan de lezer van het boek telkens wordt blootgesteld. Zo verwacht de lezer dat er een relatie bestaat tussen de ik-figuur en Eileen, maar die is er in feite geheel niet. Anthony Mertens stelt dat De Winter "in feite een heel traditionele roman <schrijft>, en dat nog in een stijl waarvan de pathetiek voor literair moet doorgaan."

## Interpretatie
De aanleiding voor het boek is een versie van Tristan en Isolde van J.W.F. Werumeus Buning, dat Leon de Winter gelezen zou hebben. In dat verhaal haat Tristan (Kevin uit het boek) haalt voor koning Marc van Cornwallis (Marc uit het boek) prinses Isolde (Eileen) uit Ierland. Tristan en Isolde drinken per ongeluk een liefdesdrank, waardoor zij elkaar voor altijd liefhebben. Toch trouwt Isolde met koning Marc. De schrijver vermengt dit thema met dat uit Romeo en Julia, namelijk geliefden uit families die vijandig staan tegenover elkaar.
Het boek bevat verschillende lagen. In een interpretatie zijn de drie lagen (i) het leven van de boekhandelaar - over zijn ouders, zijn oom van wie hij de boekhandel erfde en zijn vriendin die hem verliet - , (ii) diens zoektocht naar Eileen - waarbij hij van alles beleefd, onder andere wordt hij neergeslagen door Marc vanwege zijn impertinente vragen - en (iii) het verhaal van Eileen, haar minnaars en haar ouders. Een andere recensent ziet drie andere lagen (i) Marc die samen met de ik-figuur de waarheid rond Eileen probeert te vinden, (ii) de zelfrealisatie van de ik-figuur en (iii) de verhouding Eileen - Kevin.
De schrijver vertelt zelf in het boek dat het geheel op fantasie kan berusten. Zo schrijft Kevin - die verwarmingsmonteur is - uitermate literaire brieven aan Eileen, in werkelijkheid onmogelijk.
Volgens P. Kralt handelt het boek om de zinloosheid van het leven, de stilstand (in de boekhandel), en de chaos buiten. De ik-figuur maakt zijn leven zinvol door het verhaal van Eileen te verzinnen. Immers, voortplanting is het uiteindelijk doel in de natuur. Ook zoekt de ik-figuur letterlijk beweging contra de stilstand, tijdens zijn hollen door de natuur in zijn buurt. Het boek eindigt ook met een soort visioen dat echter mogelijk ook werkelijkheid kan zijn, de ik-figuur holt mee met de Household Cavalry en kan de paarden bijhouden.
P.M. Reinders noemt een ander motief voor het boek. De zoektocht naar Eileen is voor De Winter een manier om tot schrijven te komen.

## Omslagontwerp
Bij de eerste druk van het boek stond het schilderij van Bonnard op de omslag. Bij de Bezige Bij kreeg het boek een omslagontwerp dat doet denken aan de schilderstijl van Edward Hopper, en ziet men een vrouw die haar kind de borst geeft, gezeten op een bank in wat lijkt op een trein.

## Vertaling
Het boek werd vertaald in het Hongaars met de titel Ki látta Eileen W.-t?